# Coptotomus venustus
Coptotomus venustus är en skalbaggsart som först beskrevs av Thomas Say 1823.  Coptotomus venustus ingår i släktet Coptotomus och familjen dykare. Inga underarter finns listade i Catalogue of Life.